# Cammeringham
Cammeringham est une paroisse civile et un village du Lincolnshire, en Angleterre.